# 陳廷璉 (正德舉人)
陳廷璉（15世紀—16世紀），廣東廣州府增城縣石灘人，明朝政治人物。

## 生平
陳廷璉體格魁梧，個性嚴峻，為諸生時曾教授某御史的兒子，有鍾姓民眾訴訟，向他獻上百金賀壽，囑咐他向御史美言，他拒絕不受。正德八年（1513年）癸酉科廣東鄉試舉人，授應天府推官，理刑無冤滯，人稱明允，後患上痼疾，五度上疏乞休歸里，嘉靖十年（1531年）吏部本擬加南京太僕寺丞讓他致仕，明世宗卻認為因病乞休不應陞職，最終他以原官致仕，在家鄉杜門讀書，不接受舊部下戴某和故友陳某召見。

## 引用
1. 1 2  嘉慶《增城縣志·卷十三·人物》：陳廷璉，石灘人，體貌魁梧，性行嚴峻，為諸生時憲司某廷之教其子，有鍾姓者訟，將屈以百金壽廷璉，囑廷璉緩頰為憲司言之，廷璉拒不受 舊志：父母遭疫，或勸之少避，嘆曰：「親既不幸，人子安忍逃之。」。中正德癸酉舉人，授應天府推官，獄無冤滯稱明允，尋擢南京太僕寺丞，五疏乞休歸，杜門讀書，削跡城市，舊屬戴某、故交陳某皆官廣東，屢致書招之，未嘗往見，居官廉潔，退閒益謹，風節凜然。
2. ↑  《明世宗肅皇帝實錄·卷一百二十三》：（嘉靖十年三月辛卯）初應天府推官陳廷璉以痼疾乞休，吏部擬加太僕寺丞以獎恬退，上曰：「陞職之典所以勸功，廷璉既痼疾不能任事，自應乞休，何謂恬退輒擬陞職？此例起何年，本非公道，其具實以聞。」至是吏部引弘治中例累年奉行，未及改正，請自今乞休者廉其實內考稱職外經旌異，本非怠棄規避者，乃得陞職或僅保無過意，有所託者雖滿三年、六年，止以原官致仕，詔從之，廷璉以原官致仕。